# Irvine Garland Penn
Irvine Garland Penn (7 octobre 1867 - 22 juillet 1930) est un éducateur un afro-américain, journaliste et dirigeant laïque de l'Église épiscopale méthodiste aux États-Unis. Il est l'auteur de The Afro-American Press and Its Editors, publié en 1891. Il est co-auteur avec Frederick Douglass, Ida B. Wells et Ferdinand Lee Barnett de The Reason Why the Colored American Is Not in the World's Columbia Exposition en 1893, un pamphlet appelant au boycott de l'exposition universelle de 1893. À la fin des années 1890, il devient officier de l'Église épiscopale méthodiste et joue un rôle important dans la défense des intérêts des Afro-Américains dans l'Église jusqu'à sa mort.

## Jeunesse et formation
Irvine Garland Penn naît le 7 octobre 1867 à New Glasgow, en Virginie. Sa mère Mariah est couturière et son père Isham Penn travaille dans les chemins de fer. La famille s'installe à Lynchburg, Virginie à l'âge de 5 ans. À l'âge de 16 ans, il enseigne pendants un an à Bedford Country. En 1886, il retourne au lycée, Jackson Street Methodist Episcopal Church School, le premier lycée pour Noirs de Lynchburg.  Il poursuit ses études et obtient un master de lettres au Rust College en 1890 et un doctorat en littérature du Wiley College (en) en 1908. 

## Journalisme
En 1886, alors qu'Irvine Garland Penn est en dernière année au lycée, il commence à écrire pour la presse . Il est correspondant pour le Virginia Lancet, le Richmond Planet (en), le Negro World  et The New York Age, l'un des journaux le plus important de cette époque. Il écrit sur les sujets religieux et moraux des Noirs en Virginie. En 1886, il devient rédacteur en chef d'un petit journal noir appelé The Laborer . En 1887, il devient professeur à Lynchburg et il est promu directeur de l'école en 1895. 

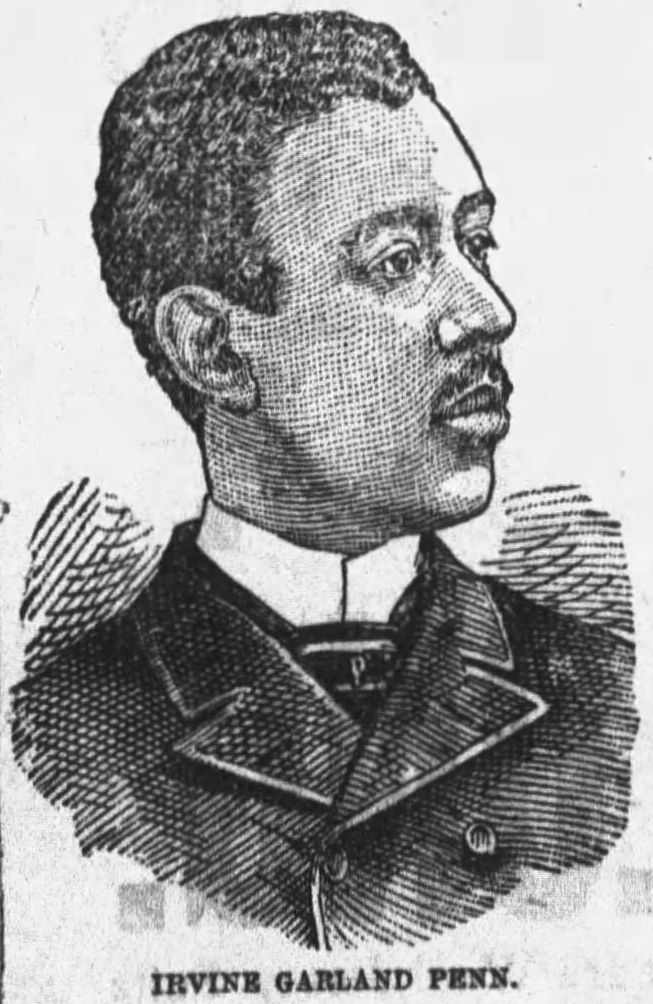
IG Penn en 1892.

Son nom devient connu grâce à ses écrits fréquents sur les droits civiques et l'injustice auxquels sont confrontés les Afro-Américains. Il publie un volume de biographies d'éditeurs de journaux et de journalistes afro-américains, The Afro-American Press and Its Editors, en 1891. En 1893, Frederick Douglass, Ida B. Wells, Ferdinand Lee Barnett et lui-même publient un pamphlet, The Reason Why the Coloured American Is Not in the World's Columbia Exposition, dans le cadre d'un boycott par les Afro-Américains de l'exposition universelle de 1893 à Chicago, qui, nulle part, ne mentionne leur histoire dans les pavillons officiels.  Deux ans plus tard, il est le directeur et l'organisateur des expositions afro-américaines à l'Atlanta Cotton States and International Exposition (en) de 1895, et joue un rôle important dans la décision de placer Booker T. Washington comme leader, ce qui participe à sa médiatisation de ce dernier dans les médias nationaux.

## Leader laïc de l'église méthodiste
En 1897, Irvine Garland Penn s'installe à Atlanta pour devenir secrétaire général adjoint de la Ligue Epworth pour les conférences noires de l'Église épiscopale méthodiste.  Penn est également le créateur du National Negro Young People's Christian and Educational Congress, et il enseigne au Rust College.  Il continue à écrire et publie The College of Life en 1902. 
En 1912, il s'installe à Cincinnati et devient co-secrétaire de la Freedmen's Aid Society (en) de l'Église épiscopale méthodiste. À ce poste, il collecte régulièrement des fonds pour les collèges méthodistes, en particulier Rust College, le Morgan College et  le Philander Smith College (en). Parmi ses plus proches bienfaiteurs figure James N. Gamble (fils de James Gamble de Procter & Gamble). Au milieu des années 1910, Penn prend part au mouvement d'unification des églises méthodistes en Amérique, qui cherche à renouer la relation entre les églises du Nord et du Sud, en grande partie à cause de l'esclavage et de la Guerre de Sécession. Penn et Robert E. Jones (en) sont les principaux membres afro-américains de la Commission mixte qui travaille à cette unification. Ils jouent un double rôle dans les réunions en rassurant d'un côté les délégués blancs sur le fait qu'ils ne font pas campagne pour l'égalité sociale raciale, mais d'un autre côté ils travaillent dans l'intérêt des méthodistes noirs. 
En 1924, l'Église épiscopale méthodiste supprime le conseil de l'éducation pour les Nègres (Board of Education for Negroes) et rassemble les conseils à l'éducation noirs et blancs dans la même organisation. Penn perd son poste de secrétaire mais reste membre du conseil d'administration réunifié .Il est sévèrement critiqué pour avoir traité sans aucune considération un ancien éducateur ainsi que pour le coût de la construction d'une école à Atlanta et de terrains à Meridan. 

## Vie privée

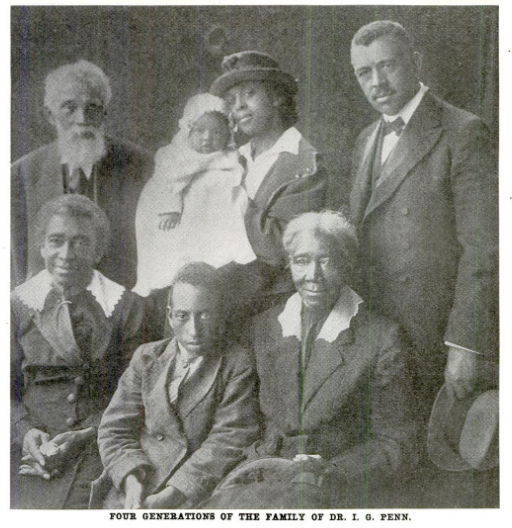
I. Garland Penn et quatre générations de sa famille.

Irvine Garland Penn épouse Anna Belle Rhodes, de Lynchburg en 1889. Elle est diplômée de l'université Shaw et y enseigne pendant plusieurs années. Ils ont sept enfants. 
Penn tombe gravement malade à Cincinnati début juillet 1930, quelques semaines après la mort de sa femme le 4 juin 1930,. Il meurt d'une maladie cardiaque le 22 juillet 1930,. Il y a des spéculations selon lesquelles sa mort est peut-être liée à des blessures subies alors qu'il est éjecté d'un wagon de train pratiquant la ségrégation en Caroline du Sud.

## Source
- (en-US) Morris L. Davis, The Methodist Unification : Christianity and the Politics of Race in the Jim Crow Era (livre numérique), New York, NYU Press, 2008 (ISBN 9780814785171, lire en ligne)